# Іттірі
Іттірі (італ. Ittiri, сард. Ittiri) — муніципалітет в Італії, у регіоні Сардинія,  провінція Сассарі.
Іттірі розташоване на відстані близько 360 км на південний захід від Рима, 165 км на північ від Кальярі, 15 км на південь від Сассарі.
Населення — 8736 осіб (2014).
Щорічний фестиваль відбувається 29 червня. Покровитель — святий Петро.

## Демографія
Населення за роками:

Станом на 1 січня 2023 року в муніципалітеті офіційно проживало 105 іноземців з 22 країн, серед них 25 громадян країн Євросоюзу та 2 громадяни України.

## Сусідні муніципалітети
- Банарі
- Бессуде
- Флоринас
- Оссі
- Путіфігарі
- Тієзі
- Урі
- Узіні
- Вілланова-Монтелеоне